# Calvary Chapel Association
Pour les articles homonymes, voir Calvary (homonymie).
La Calvary Chapel Association (ou l'Association de la Chapelle du Calvaire  en français) est une association chrétienne évangélique internationale d'églises non confessionnelles.

## Histoire
L'association a ses origines dans la fondation d’une église Calvary Chapel à Costa Mesa en 1965 par le pasteur Chuck Smith de l’International Church of the Foursquare Gospel avec 25 personnes. En 1975, l'église a fondé le Calvary Chapel Bible College à Murrieta et a formé des pasteurs qui ont établi des églises dans d’autres villes et pays. En 2012, le pasteur Chuck Smith a fondé la Calvary Chapel Association (CCA) pour réunir toutes les églises du mouvement dans le monde. Chuck Smith a transmis la direction du ministère de Calvary Chapel Association à une équipe d’hommes qui travaillaient avec lui depuis de nombreuses années.

## Statistiques
Selon un recensement de Calvary Chapel Association, elle aurait en 2022, 1,800 églises membres.

## Croyances
Calvary Chapel Association a une confession de foi chrétienne évangélique charismatique et se réclame du christianisme non confessionnel,,. L'Association dit se situer à « mi-chemin entre le fondamentalisme et le pentecôtisme dans la théologie protestante moderne ». Bien qu’ils partagent la croyance en l’infaillibilité de la Bible, ils acceptent les dons spirituels. Cependant, ils estiment que le pentecôtisme valorise l’expérience au détriment de la parole de Dieu.
Elle accorde une grande importance à la pratique d’un enseignement par exposition, une approche « verset par verset, chapitre par chapitre, livre par livre » pour enseigner la Bible.
En règle générale, chaque Calvary Chapel fonctionne selon un système de gouvernance d'église dirigé par un pasteur principal, également connu sous le nom de modèle « Moïse ».

## Controverses
En 2001, Chuck Smith, le fondateur de Calvary Chapel, a été critiqué par les médias pour avoir lié les attaques du 11 septembre 2001 à la colère de Dieu contre l’homosexualité et l'avortement.
En 2006, le pasteur Chuck Smith Jr. a été démis de ses fonctions par son père, le fondateur Chuck Smith, pour un séjour dans un monastère catholique, des citations d’un prêtre catholique et des conseils d’exercices de respiration considérés comme bouddhistes dans un livre écrit en 2005.
En 2007, Calvary Chapel a été critiqué par des pasteurs de l'association pour avoir favorisé une culture d’impunité des dirigeants, en retirant l’autorité du conseil des anciens dans les églises, sous le prétexte que les pasteurs avaient des comptes à rendre à Dieu seulement.
En 2016, l’église Calvary Chapel Costa Mesa a quitté la Calvary Chapel Association et a fondé le Calvary Chapel Global Network. Ce dernier continue de compter les 1700 églises membres de l’association, à moins qu’elles ne se retirent.